# أمننة (علاقات دولية)
يشير مفهوم الأمننة أو إضفاء الطابع الأمني في العلاقات الدولية إلى قيام الجهات الحكومية بتحويل شتى المواضيع إلى قضايا «أمنية»، وهي نسخة متطرفة من عملية التسييس تسمح بإتخاذ إجراءات استثنائية بدعوى الحفاظ على الأمن. ولا تمثل القضية «المؤمننة» قضية ضرورية لبقاء الدولة بضرورة الحال، بل بالأحرى قضية تمكن أحدهم من تصويرها على أنها مشكلة وجودية.
يؤكد واضعي نظريات الأمننة على أن المواضيع المؤمننة بنجاح تحظى بكميات مفرطة من الاهتمام والموارد مقارنةً بالمواضيع غير المؤمننة التي قد تتسبب في ضرر أكبر للإنسان. من أبرز الأمثلة على ذلك قضية الإرهاب التي تُعامل باعتبارها أولوية قصوى في المناقشات الأمنية، وذلك على الرغم من أن احتمال وفاة الناس نتيجة لحوادث السيارات أو الأمراض التي يمكن منعها أكبر بكثير من احتمال الوقوع ضحية للإرهاب. تهدف دراسات الأمننة إلى معرفة الآتي: «من الذي يؤمنن (العنصر المؤمنن)؟ وماذا يؤمنن (التهديدات المؤمننة)؟ لصالح من أو ماذا (الشيء الذي ينبغي حمايته)؟ ولماذا؟ وبأي نتيجة؟ وتحت أي ظروف؟».

## الأصل
يرتبط مفهوم الأمننة بمدرسة كوبنهاغن في العلاقات الدولية، ويُنظر إلى هذا الأسلوب باعتباره توليفة من النظرية البنائية والواقعية السياسية الكلاسيكية. صاغ أولي فيفر هذا المصطلح لأول مرة في عام 1993، وأصبح لفظًا شائعًا في أوساط الدراسات البنائية للعلاقات الدولية.

## التعريف
تتألف الأمننة من تصور أمني موجه نحو العمليات، وذلك على نقيض الأسلوب المادي في دراسات الأمن الكلاسيكية. إذ تهتم الأساليب الكلاسيكية بالجوانب المادية للتهديدات بما يشمل توزيع القوة، والقدرات العسكرية، والقطبية. بينما تركز الأمننة على مدى نجاح الطرف الفعال في تحويل قضية معينة إلى قضية أمنية لتبرير اللجوء إلى إجراءات استثنائية.
إلى جانب ذلك، ينبغي أن يتقبل الجمهور عملية الأمننة أولًا حتى تكون ناجحة، وذلك بغض النظر عما إذا كان موضوع المشكلة يمثل تهديدًا حقيقيًا أم لا. فكما يقول تيري براسبينينغ-بالزاك: «الأمننة هي ممارسة محكومة بقواعد، لا يعتمد نجاحها بالضرورة على وجود خطر حقيقي، بل على براعة المحاور الاستطرادية  في إضفاء الصبغة الأمنية على أحداث معينة». قد يتخذ الجمهور أشكالًا متعددة مثل الجمهور التقني، والبيروقراطي، وعامة الناس، وصناع السياسات. وقد تؤدي الجماهير المختلفة أدوارًا مختلفة بناءً على مدى رضاها عن عملية الأمننة. ناقش بول رو تلك الفكرة بالتفصيل.

## باعتبارها عملية
تتضمن عمليات الأمننة أربع مكونات:
- الفاعل أو العنصر المؤمنن: الكيان المسؤول عن أمننة القضايا عن طريق الفعل أو الخطاب.
- تهديد وجودي: الشيء (أو النموذج) الذي قد يتسبب في ضرر ما.
- كائن مرجعي: الشيء (أو النموذج) المُهدد بالخطر ويجب حمايته.
- جمهور: مجموعة من البشر يحاول الفاعل أن يقنعهم بخطورة القضية المذكورة.

أمننة القضايا بنجاح لا تعني بالضرورة أن تلك القضية ذات أهمية حيوية لبقاء دولة معينة، بل أن أحدهم نجح في تصوير تلك القضية على أنها مشكلة وجودية. ورغم ذلك يرى الكاتب أوريل أبولوف أن الدراسات التجريبية عن الأمننة لا تهتم بالشكل الكافي بالمجتمعات المُحاطة بشكوك وجودية عن بقائها. وكمثال على ذلك، ذكر أبولوف ما يُعرف بـ«الشيطان الديموغرافي» في إسرائيل (أي المواطنين من عرب إسرائيل). إذ يرى أبولوف أن مثل تلك المجتمعات منغمسة في ما يطلق عليه «الأمننة العميقة»، حيث تتعامل النقاشات العامة مع تلك الفئة من الناس على أنهم يشكلون تهديدًا محتملًا طويل الأمد يعرض بقاء الأمة أو الدولة نفسها للخطر. ورغم ذلك تعتمد القدرة على أمننة موضوع معين بشكل فعال على كلٍ من وضع الفاعل، ومدى تشابه تلك القضية مع قضايا أخرى تمثل تهديدات وجودية من وجهة نظر عامة الناس.

## تأثيرها على المجتمع
يرى واضعي نظريات الأمننة أن المواضيع المؤمننة بنجاح تحظى باهتمام وموارد زائدة مقارنةً بالمواضيع الأخرى غير المؤمننة، وحتى وإن كانت تتسبب بضرر أكبر.
«تتسبب حوادث الطرق في 150,000 حالة وفاة سنويًا في المتوسط على نطاق 56 ولاية... يميل الناس إلى اعتبار حوادث الطرق أمرًا مُسلمًا به ولا يتكبدون عناء أمننة تلك المشكلة بالمطالبة بإجراءات استثنائية. وهي لا تعدو كونها مجرد مشكلة ينبغي التعامل معها في نظر السياسيين والتنظيمات القانونية. يميل الناس إلى الاهتمام بحالات الوفاة الفردية فقط... بينما تسببت الأعمال الإرهابية على مستوى العالم بأكمله في 5,312 حالة وفاة سنويًا في الفترة 1994–2004، أي أقل من 5% من عدد وفيات حوادث الطرق في البلدان المشاركة في لجنة الأمم المتحدة الاقتصادية لأوروبا وحدها. وبالرغم من ذلك، تتعامل النقاشات الأمنية مع قضية الإرهاب باعتبارها أولوية قصوى».
إذا تمكن أحدهم من أمننة موضوع معين بنجاح، فقد ينجح كذلك في تشريع استخدام وسائل استثنائية لحل المشكلة المُتصورة. قد تشمل تلك الوسائل إعلان حالة طوارئ أو فرض القوانين العرفية، وتعبئة الجيوش أو مهاجمة دولة أخرى. علاوة على ذلك، يُنظر إلى المواضيع التي تُوصف بأنها قضايا أمنية باعتبارها مواضيع غير قابلة للنقاش السياسي أو الأكاديمي. يتعامل واضعي نظريات الأمننة مع الأمننة في إطار نظرية بول رو باعتبارها عملية سلبية تعرقل العملية الديموقراطية وتنتقص من دور الرقابة المُكلفة بمساءلة النخبة السياسية.

## القطاعات المتأثرة
حدد كلٌ من باري بوزان، وأولي فيفر، وياب دي فيلدا خمسة قطاعات سياسية مُعرضة لعملية الأمننة في كتاب «الأمن: إطار جديد للتحليل»، وهي:
- الأمن العسكري
- الأمن السياسي
- الأمن الاقتصادي
- الأمن المجتمعي
- الأمن البيئي

قد تنطوي عملية الأمننة على قطاع واحد أو أكثر من بين تلك القطاعات. ففي حالة غزو العراق عام 2003 يرى البعض أن النزاع متعلق بالأمننة العسكرية؛ إذ أن أسلحة الدمار الشامل كانت أحد أهم أسباب هذه الحرب. ولكن تلك الحرب كانت متعلقة أيضًا بمشكلة مجتمعية مؤمننة، ألا وهي مشكلة حقوق الإنسان في ظل حكم صدام حسين.
من أحد الأمثلة الأخرى على القطاعات المؤمننة: مشاكل الهجرة واللجوء القائمة في الولايات المتحدة وأوروبا. إذ يرى الكثير من الناس أن خطر تسلل الإرهابيين عن طريق الهجرة هو دافع قوي لفرض رقابة حدودية صارمة. وفي تلك الحالة خطفت المخاوف الأمنية  الأنظار عن العوامل الاقتصادية التي كانت دائمًا ما تلعب دورًا مهمًا في الهجرة الدولية، وذلك بسبب سهولة أمننة قضية الإرهاب بعد أحداث 11 سبتمبر. وإلى جانب خطر الإرهاب تتعرض بعض القضايا الأخرى التي تخص المهاجرين (مثل الموطن الأصلي، والشتات، والنزوح، والمواطنة) إلى الأمننة.

## باعتبارها تكتيك
نظرًا إلى أن القضايا المؤمننة تحظى باهتمام وموارد زائدة مقارنةً بالقضايا غير المؤمننة، يقترح بعض الاستراتيجيين السياسيين أنه يمكن جذب المزيد من الاهتمام والنفوذ نحو قضايا السياسة العامة الحالية إذا تمكن مؤيدي تلك القضايا من أمننتها بنجاح.
على سبيل المثال، قد يحظى أنصار استكشاف الفضاء بدعم الدولة إذا تمكنوا من إقناع الجهات الحكومية بالفوائد التي قد تثمر عنها اقتراحاتهم من الناحية الأمنية عوضًا عن الناحية العلمية؛ أي إبراز أهمية الاستكشاف الفضائي في حماية الإنسان من التهديدات الوجودية التي تلوح في الأفق مثل النيازك، وذلك عوضًا عن إبراز دوره في تقدم المعرفة العلمية.
يُعد التهديد الوجودي المتمثل في التغير المناخي مثالًا آخر على أحد القضايا المؤمننة.

## النقد وردود الأفعال
تعرضت الأمننة بصفتها أحد مدارس العلاقات الدولية إلى النقد نظرًا لقلة منافعها العملية. فعلى خلاف مدارس العلاقات الدولية الأخرى، مثل الليبرالية أو الواقعية التي تزودنا بإطار عمل أو أساس يمكن من خلاله فهم كيفية إدارة الدبلوماسية الليبرالية، يرى النقاد أن الأمننة أقرب إلى ملاحظة مثيرة للاهتمام منها إلى نظرية يمكن استخدامها بطريقة عملية من قبل الجهات السياسية. يرى النقاد أن توضيح اللاعقلانية المرتبطة بالقضايا المؤمننة لا يجدي نفعًا في تغيير الديناميات السياسية، فطالما ظلت القضية مؤمننة بنجاح فسيستمر السياسيون في التعامل معها بالطرق التي تقتضيها الأمننة.